# Championnat de France féminin de football de troisième division
Pour les articles homonymes, voir Championnat de France de football de National.
Le championnat de France de football féminin de troisième division, aussi appelé Division 3, est le troisième échelon national du football féminin français entre 2002 et 2010 et depuis 2023.
En 2022, la FFF décide de sa refondation pour la saison 2023-2024,, afin d'avoir un groupe unique en Division 2 et de réduire l'écart de niveau entre les championnats nationaux et régionaux.

## Version 1

### Compétition
La première version du championnat de France de football féminin de Division 3 met aux prises quarante clubs répartis en quatre poules de dix. 
Pour la saison 2007-2008 les quarante clubs qualifiés étaient :
- Les 2 clubs de D2, classés 10e de leur groupe en 2006-2007.
- Les 30 clubs classés jusqu'à la 9e place incluse des 4 groupes de D3 de la saison 2006-2007, à l'exception de ceux accédant en D2 (Tournoi Final).
- Les 8 clubs issus des barrages inter-Ligues.
- Les 2 premiers de chaque poule disputent le "Tournoi Final", répartis en 2 groupes de 4. Le premier, deuxième et troisième des 2 groupes montent en D2 pour la saison 2008-2009.
- Le 10e descend en division régionale.

### Palmarès
- 2003 : COM Bagneux
- 2004 : Celtic Marseille
- 2005 : CPB Bréquigny Rennes
- 2006 : Blanc-Mesnil SF
- 2007 : AS Montigny-le-Bretonneux
- 2008 : Limoges Landouge Foot
- 2009 : ES Arpajon
- 2010 : Olympique lyonnais  rés.

## Version 2

### Compétition
Pour la première édition de la V2 (2023-2024), les 24 équipes sont :
- Les 12 clubs de Division 2 classés entre la 7e place et la 12e place incluse de leur groupe respectif lors de la saison 2022-2023 (6 équipes x 2 groupes);
- Les 12 clubs promus de ligues régionales déterminés par chaque ligue (hors Ligue de Corse[3]).

Le titre de Champion de France Féminin de Division 3 est attribué à l'équipe première de son groupe ayant obtenu le plus de points lors des rencontres aller et retour les ayant opposées aux cinq autres équipes les mieux classées de leur groupe.
A la fin de la saison, les premiers de chaque groupe (x2) sont promus en Division 2 et sont remplacés par les 11es et 12es de D2, tandis que les trois derniers de chaque groupe (10es, 11es et 12es) sont relégués en Régional 1 et sont remplacés par les six équipes victorieuses des barrages d'accession.

### Palmarès
En jaune, l'équipe sacrée championne de France.
| Saison    | Groupe A      | Groupe B         |
| --------- | ------------- | ---------------- |
| 2023-2024 | US Saint-Malo | Toulouse FC      |
| 2024-2025 | AJ Auxerre    | Grenoble Foot 38 |

## Organisation

### Format de la compétition
Groupe A
| \| AJ Auxerre Bourges Football Club RC Roubaix Wervicq ESOF Vendée La Roche US Quevilly Rouen Métropole AAS Sarcelles CPB Bréquigny Rennes RC Saint-Denis SM Caen ACL Longvic Stade brestois 29 CB Angers \| Localisation des clubs engagés dans le championnat. |
| AJ Auxerre Bourges Football Club RC Roubaix Wervicq ESOF Vendée La Roche US Quevilly Rouen Métropole AAS Sarcelles CPB Bréquigny Rennes RC Saint-Denis SM Caen ACL Longvic Stade brestois 29 CB Angers                                                           |

Groupe B
| \| Grenoble Foot 38 Clermont Foot 63 Albi Marssac ASPTT Olympique lyonnais 2 AS Cannes Le Puy Foot 43 AS Monaco FF Montpellier HSC 2 Montauban FC TG Chassieu Decines FC US Colomiers FF Nîmes MG \| Localisation des clubs engagés dans le championnat. |
| Grenoble Foot 38 Clermont Foot 63 Albi Marssac ASPTT Olympique lyonnais 2 AS Cannes Le Puy Foot 43 AS Monaco FF Montpellier HSC 2 Montauban FC TG Chassieu Decines FC US Colomiers FF Nîmes MG                                                           |

À la fin de la saison, les trois dernières équipes de chaque groupe sont reléguées en compétitions régionales.
Les huit premiers de Division 3 2023-2024 dans chaque groupe, et les six victorieux des barrages (appelés les promus) participent à la saison de Division 3 2024-2025.
Groupe A
| Club                        | Depuis | Entraîneur | Stade                                          | Capacité | Nombre de saisons en D3 |
| --------------------------- | ------ | ---------- | ---------------------------------------------- | -------- | ----------------------- |
| AJ Auxerre                  | 2024   | ?          | Stade de l'Abbé-Deschamps A3, Auxerre          | 800      | 0                       |
| Bourges Football Club       | 2023   | ?          | Stade Jacques-Rimbault, Bourges                | 8 000    | 1                       |
| RC Roubaix-Wervicq          | 2023   | ?          | Stade Antoine Maillard, Roubaix                | 500      | 1                       |
| ESOF Vendée La Roche        | 2023   | ?          | Stade de Saint-André d'Ornay, La Roche-sur-Yon | 250      | 1                       |
| US Quevilly Rouen Métropole | 2024   | ?          | Stade Michel Mutel, Le Petit-Quevilly          | 2 000    | 0                       |
| AAS Sarcelles               | 2024   | ?          | Stade Léo Lagrange, Sarcelles                  | 500      | 0                       |
| CPB Bréquigny Rennes        | 2023   | ?          | Complexe sportif Bréquigny 4, Rennes           | 200      | 1                       |
| RC Saint-Denis              | 2024   | ?          | Stade Auguste Delaune 1, Saint-Denis           | 1 000    | 0                       |
| SM Caen                     | 2023   | ?          | Stade de Venoix - Claude-Mercier 2, Caen       | 200      | 1                       |
| ACF Longvic                 | 2024   | ?          | Stade Maurice Colson, Longvic                  | 400      | 0                       |
| Stade brestois 29           | 2023   | ?          | Stade de la cavale blanche, Brest              | 200      | 1                       |
| CB Angers                   | 2023   | ?          | Stade De L'arceau, Angers                      | 200      | 1                       |

Groupe B
| Club                 | Depuis | Entraîneur | Stade                                         | Capacité | Nombre de saisons en D3 |
| -------------------- | ------ | ---------- | --------------------------------------------- | -------- | ----------------------- |
| Grenoble Foot 38     | 2023   | ?          | Stade du Vercors, Grenoble                    | 200      | 1                       |
| Clermont Foot 63     | 2023   | ?          | Stade Gabriel-Montpied, Clermont-Ferrand      | 10 800   | 1                       |
| Albi Marssac ASPTT   | 2024   | ?          | Stade Maurice Rigaud, Albi                    | 800      | 0                       |
| Olympique lyonnais 2 | 2023   | ?          | Stade centre de formation 1, Décines-Charpieu | 500      | 1                       |
| AS Cannes            | 2023   | ?          | Stade Raymond Gioanni, Cannes                 | 500      | 1                       |
| Le Puy Foot 43       | 2023   | ?          | Stade Charles-Massot, Espaly-Saint-Marcel     | 1 000    | 1                       |
| AS Monaco FF         | 2024   | ?          | Stade Prince Héréditaire Jacques, Beausoleil  | 200      | 0                       |
| Montpellier HSC 2    | 2024   | ?          | Stade Bernard Gasset, Montpellier             | 400      | 0                       |
| Montauban FC TG      | 2023   | ?          | Stade Jean Verbeke, Montauban                 | 400      | 1                       |
| Chassieu-Décines     | 2024   | ?          | Stade Raymond Troussier, Décines-Charpieu     | 200      | 0                       |
| US Colomiers         | 2023   | ?          | Stade de Capitany, Colomiers                  | 400      | 1                       |
| FF Nîmes MG          | 2023   | ?          | Stade Jean Bouin, Nîmes                       | 400      | 1                       |